# Friedrich-Eugen Thurner
Friedrich-Eugen Thurner (1785 - Amsterdam, 1827, en un hospital d'alienats) fou músic i compositor alemany.
Potser va ésser el millor oboista del seu temps, actuant en les principals orquestres alemanys i assenyalant-se com un eminent concertista. Va escriure força música simfònica i de cambra, destacant entre ella els seus quatre concerts per a oboè; un trio per a oboè i dues trompes, i una sonata per a trompa i piano.